# كوستاس ليموس
كوستاس ليموس (باليونانية: Κωνσταντίνος Λεμός)‏ هو شخصية أعمال يوناني، ولد في 1910 في أوينوسيس في اليونان، وتوفي في 1995.